# Océan Films
Pour les articles homonymes, voir Océan (homonymie).
Océan Films (initialement AFMD) est une société de distribution de films française. Elle a été fondée par Éric Heumann, Marc Sillam et Alain Vannier à la fin des années 1990. Elle a disparu en mars 2013, à la suite d'une liquidation judiciaire. Sous la direction de Jean Hernandez, elle avait été l'un des principaux distributeurs de films en France.
Elle a essentiellement distribué des films français et européens, mais aussi des œuvres venues d'Asie orientale.

## Exemples de films distribués

### Sous le nom d'AFMD[3]
- 1988 : Itinéraire d'un enfant gâté de Claude Lelouch
- 1991 : Génial, mes parents divorcent ! de Patrick Braoudé
- 1998 : Grève party de Fabien Onteniente
- 1999 : Le Ciel, les Oiseaux et... ta mère ! de Djamel Bensalah

### Sous le nom d'Océan Films[4]
- 1997 : Gadjo Dilo de Tony Gatlif
- 2000 : Antilles sur Seine de Pascal Légitimus
- 2001 : HS Hors Service de Jean-Paul Lilienfeld
- 2013 : Sous le figuier d'Anne-Marie Étienne
- 2017 : La Mécanique de l'ombre de Thomas Kruithof
- 2017 : Swim de Pierre Dugowson[5]